# Regiunea Dibër
Regiunea Dibër (albaneză: Qarku i Dibrës) este una dintre cele 12 regiuni ale Albaniei. Conține districtele Bulqizë, Dibër și Mat, iar capitala sa este orașul Peshkopi.